# Sri-lankische Badmintonmeisterschaft 1980
Die Sri-lankische Badmintonmeisterschaft 1980 war die 28. Austragung der nationalen Titelkämpfe im Badminton in Sri Lanka.

## Sieger und Finalisten
| Disziplin    | Gold                    | Silber                           |
| ------------ | ----------------------- | -------------------------------- |
| Herreneinzel | Ravi Kuruppu            | Priyantha Wijesekara             |
| Dameneinzel  | Anoma Wickramanayake    | Imali Fernando                   |
| Herrendoppel | Ravi Kuruppu Malik Jhan | S. Basnayake Dilantha Wijesuriya |
| Damendoppel  |                         |                                  |
| Mixed        |                         |                                  |